# Peters of Huddersfield
Peters Fashions, ook bekend als Peters of Huddersfield, is een familiebedrijf in de marktstad Huddersfield in West Yorkshire in Engeland.

## Geschiedenis
De oorsprong van het bedrijf ligt in het warenhuis Kayes, dat in 1863 werd opgericht. Ernest Whittle was tot aan zijn dood in 1976 mededirecteur van Kayes, waarna zijn zonen Alan en Peter het overnamen. In april 1982 kondigde Kayes  aan dat hun winkel in King Street in juli zou sluiten vanwege de recessie en de problemen met het parkeren in het stadscentrum. Dit zou een verlies van 100 banen betekenen. Peter Whittle, die sinds 1948 bij Kayes werkte, gebruikte zijn aandeel in de zaak om een winkel te openen die zijn naam droeg: Peters. 
De winkel bleef jarenlang een succesvol familiebedrijf. Peter trok zich terug uit de dagelijkse leiding van het bedrijf en werd in 1991 voorzitter van het bedrijf. Zijn zoon David en schoondochter Caroline namen de leiding van het bedrijf over toen hij met pensioen ging. In 2001 opende Beatties uit Wolverhampton een warenhuis in het Kingsgate Centre en dit, in combinatie met verliezen uit de kookwinkel en liquiditeitsproblemen als gevolg van de moeilijke marktomstandigheden, zorgde ervoor dat Peters in februari 2006 in handen kwam van de curator, Kroll, nadat het een verlies van £ 312.000 op een bruto-omzet van £ 3 miljoen had gemeld. 
De familie Whittle verliet de onderneming en de curator beslooten dat de onderneming gered kon worden en runde deze als een lopende onderneming. Later in 2006 konden de Whittles, met steun van een van hun concessiepartners, Stephen Buck, de winkel uit de surseance halen en de handel hervatten.
De BBC maakte een televisiedocumentaireserie van drie programma's, getiteld 'The Department Store'. De serie werd geproduceerd door Richard Macer en ging over onafhankelijke warenhuizen en hoe zij in de moderne wereld overleven ondanks de hevige concurrentie van winkelketens. Het tweede programma in de serie, over Peters, werd op 24 november 2008 uitgezonden op BBC Four en volgde David en Caroline Whittle zes maanden lang terwijl ze probeerden het tij te keren. 
In september 2010 kon de familie Whittle de controle over de winkel terugkrijgen. Deze stap werd destijds echter niet breed uitgemeten, gezien de recente geschiedenis van de winkel en het feit dat het echtpaar spijt had dat ze in het verleden mensen hadden moeten ontslaan. De volgende generatie van de familie, Jonathan en Joseph Whittle, werkten beiden in het bedrijf.
Het bedrijf werd opnieuw gelanceerd en had een volledige rebranding ondergaan inclusief een grondige vernieuwing van de website en de social media. Het assortiment bestond uit mode en accessoires en daarnaast werd er een koffiehuis geëxploiteerd. In het najaar van 2021 sloot het warenhuis, omdat de eigenaar terminaal ziek was.